# Prosoeca minimum
Prosoeca minimum är en tvåvingeart som först beskrevs av Mario Bezzi 1924.  Prosoeca minimum ingår i släktet Prosoeca och familjen Nemestrinidae. Inga underarter finns listade i Catalogue of Life.